# Tinichigiul și coafeza
Tinchigiul și coafeza (în italiană Metalmeccanico e parrucchiera in un turbine di sesso e politica) este un film italian de comedie din 1996 regizat de Lina Wertmüller⁠(d).

## Rezumat
Tunin și Zvanin sunt doi metalurgiști, prieteni de-o viață și militanți de stânga, care, împreună cu familiile lor, așteaptă cu încredere rezultatele alegerilor din 1994; cu toate acestea, victoria revine coaliției de centru-dreapta, iar cei doi, auzind în depărtare un grup de leghisti exultanți, decid să „invadeze” procesiunea cu mașinile lor clasice.
Idealurile lui Tunin sunt puse la încercare atunci când acesta se îndrăgostește de Rossella, o susținătoare a Ligii Nordului de dreapta.
Tunin are mult timp liber la dispoziție și începe să o pipăie pe femeie din ce în ce mai explicit, stricând chiar întâlnirea șampistei cu directorul Banco di Mantova, de la care va obține un împrumut pentru a deschide o sală de dans împreună cu prietena sa Anitina, care va avea un flirt trecător cu Zvanin.
Rossella îi cere lui Tunin o dovadă de iubire: va face sex cu el doar dacă acesta se înscrie în Liga Nordului, repudiind astfel credința sa în comunism. „Tovarășul” pare să accepte propunerea și reușește să-și încununeze visul erotic, dar în realitate a semnat Karl Marx pe formularul de înscriere în partid, astfel că practica nu este valabilă: furioasă, Rossella îl dă afară din casă și îl obligă să se întoarcă gol la ea acasă. Dar asta nu este suficient: femeia cu o voință de fier vrea o mare răzbunare și, pretinzând că se dăruiește din nou iubitului ei, va face ca totul să fie descoperit de soția acestuia, Palmina, care între timp și-a deschis un restaurant.
Hotărât să-și nemulțumească soțul, Palmina inventează povestea că fiul lor, Tazio, este de fapt al lui Zvanin: orbit de gelozie, Tunin se duce să locuiască singur într-un vechi depozit și nu vrea să aibă de-a face cu nimeni. De la televizor, află că Rossella, devenită acum consilier pentru cultură, a organizat o cursă de mașini de epocă: văzându-l pe Zvanin printre participanți, decide să ia parte la cursă cu scopul de a-i provoca un accident fostului său cel mai bun prieten, căruia îi distruge complet mașina, dar mai ales pentru că fiul său Tazio i-a dezvăluit că vrea să se căsătorească cu fiica lui Zvanin și, astfel, Tunin vrea să-l convingă pe Zvanin să împiedice incestul.
În timp ce cei doi sunt pe teren, Zvanin îi spune lui Tunin că povestea inventată de Palmina este falsă, deoarece femeia a avut relații doar cu soțul ei. Realizând acest lucru, cei doi redevin prieteni și, în scurt timp, se urcă în mașina lui Tunin și câștigă concursul. Ajuns pe scenă pentru a-și ridica premiul, câștigătorul rupe un portret al lui Umberto Bossi și elogiază principalii eroi ai comunismului, fiind huiduit de mulțime pentru acest lucru. În cele din urmă, cei doi protagoniști se împacă cu soțiile lor și sunt reintegrați în locurile lor de muncă.

## Distribuție
- Tullio Solenghi - Tunin Gavazzi
- Gene Gnocchi - Zvanin
- Veronica Pivetti - Rossella Giacometti
- Piera Degli Esposti - Palmina Gavazzi
- Cinzia Leone - Mariolina
- Cyrielle Clair - Anitina
- Rossy de Palma